# Lancelot ou le Chevalier de la charrette

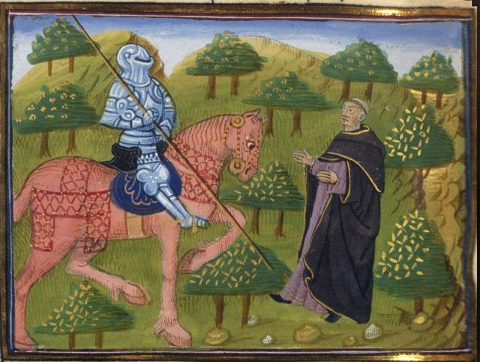
Gauvain et le prêtre, aus Le Chevalier de la charrette von Chrétien de Troyes (15. Jh.)

Lancelot ou Le Chevalier de la charrette (dt. Lancelot oder der Karrenritter) von Chrétien de Troyes ist eine Verserzählung der Artusepik, entstanden zwischen 1177 und 1181. Der um die 7134 achtsilbige Verse umfassende Karrenritter oder Lancelot ist der dritte Artus-Roman Chrétiens. Es ist die Geschichte der Abenteuer, die der junge Ritter Lancelot du Lac besteht, um die entführte Königin Guenièvre, die Gattin von König Artus, zu finden und ihr seine entsagungs- und hingebungsvolle Liebe zu beweisen. 
Die Verserzählung schrieb Chrétien im Auftrag von Marie de Champagne, von der er, laut Vorwort, auch den Stoff erhalten habe. Sie war für ihr Interesse an höfischen Liebesangelegenheiten bekannt. Die letzten 1000 Verse des Lancelot wurden von Godefroi de Lagny verfasst, offenbar mit Wissen und nach Plänen Chrétiens.
Im Karrenritter wird ein Herold (hyraut) erwähnt, der den Träger eines Wappen erkennen sollte, scheitert der Herold im Karrenritter daran kläglich.

## Handlung
Die Verserzählung beginnt mit einer Provokation des Hofes von König Artus in Camelot durch Meleagant von Gorre, der mehrere Ritter als Geiseln nimmt. Er fordert einen Zweikampf und die Königin Guenièvre als Pfand. Artus lässt sich von Cei dazu überreden. Doch Cei unterliegt Meleagant im Zweikampf, woraufhin dieser mit der Königin flieht.
Gawain setzt dem Frevler nach und trifft unterwegs auf einen Unbekannten, der sich später als Lancelot herausstellt. Lancelot ist ebenfalls auf der Suche nach der Königin und hat dabei sein Pferd zu Tode geritten. Gemeinsam begegnen sie einem Zwerg mit einem Karren. Gegen den Eid, dass Lancelot seine Suche mit dem schändlichen Karren fortsetzt, verrät der Zwerg ihnen, dass sich Guinevere in einem Turm in Gorre befindet.
Zahlreiche Hindernisse stellen sich ihnen in den Weg. Lancelot wird zur Zielscheibe von Spott, weil er als Ritter mit einem Karren unterwegs ist. Lancelot und Gawain trennen sich, wobei Lancelot den schnelleren, aber gefährlichen Weg über die Schwertbrücke wählt, während Gawain den weiteren, aber sicheren Weg über die Wasserbrücke nimmt. Lancelot übersteht mehrere Abenteuer, begegnet schönen Maiden und kämpferischen Rittern, hebt unter anderem eine schwere Steinplatte von einem geheimnisvollen Grab und führt einen Kampf gegen eine Armee aus Logres an. Schließlich überquert er die Schwertbrücke nach Gorre, die nur aus einer scharfen Schwertklinge besteht.
Lancelot findet Guinevere in der Burg von Gorre und fordert Meleagant zu einem Duell heraus. Dessen ehrenhafter Vater Bagdemagu von Gorre mischt sich ein und erreicht, dass sich Meleagant und Lancelot darauf einigen, das Duell um ein Jahr zu vertagen. Lancelot möchte jedoch nicht so lange warten, dringt in Guineveres Turm ein. Sie gestehen sich ihre Liebe und sie verbringen eine leidenschaftliche Nacht miteinander. Beim Aufstieg in den Turm hatte sich Lancelot jedoch die Hand verletzt, sodass sein Blut Guineveres Laken befleckt. Vor Sonnenaufgang schleicht sich Lancelot aus dem Turm. Meleagant beschuldigt Guinevere, mit Cei, der in der Burg seine blutigen Verletzungen auskuriert, Ehebruch begangen zu haben. Um Guineveres Ehre zu verteidigen, fordert Lancelot Meleagant erneut zu einem Kampf heraus, doch Bagdemagu vertöstet sie auf das Duell im nächsten Jahr. Gawain hat inzwischen Gorre erreicht und begleitet Guinevere nach Camelot.
Lancelot reitet allein weiter und wird erneut von dem Zwerg ausgetrickst, weshalb er in Gefangenschaft gerät. Dort trifft er auf eine Maid, die ihn für einen Tag freilässt, damit er an einem Turnier teilnehmen kann. Er verspricht ihr, zurückzukehren. Bei dem Turnier trifft er Guinevere, die ungehalten darüber ist, dass er sich so lange nicht hat blicken lassen. Sie verlangt, dass er absichtlich verliert, um seine Liebe zu beweisen. Doch als er dabei ist, zu verlieren, ändert sie ihre Meinung und befiehlt ihm, stattdessen zu gewinnen. Lancelot gewinnt das Turnier und kehrt in sein Gefängnis zurück.
Es stellt sich heraus, dass eine der Maiden, die er bei einem seiner früheren Abenteuer gerettet hat, die Schwester von Meleagant ist. Um sich für seine Hilfe zu revanchieren, lässt sie ihn rechtzeitig vor dem nahenden Duell frei. Lancelot erreicht Camelot gerade noch rechtzeitig und köpft Meleagant im Duell.